# Tour de Lombardie 1964
La 58e édition du Tour de Lombardie a eu lieu le 17 octobre 1964. Le parcours s'est déroulé entre Milan et Côme sur une distance de 266 kilomètres. La course a été remportée par le coureur italien Gianni Motta.

## Classement final
| Place | Coureur          | Équipe        | Temps           |
| ----- | ---------------- | ------------- | --------------- |
| 1     | Gianni Motta     | Molteni       | 6 h 54 min 00 s |
| 2     | Carmine Preziosi | Pelforth      | à 2 min 06 s    |
| 3     | Jos Hoevenaers   | Flandria      | m.t.            |
| 4     | Adriano Durante  | Legnano       | m.t.            |
| 5     | Italo Zilioli    | Carpano       | à 2 min 38 s    |
| 6     | Michele Dancelli | Molteni       | à 5 min 35 s    |
| 7     | Jan Janssen      | Pelforth      | à 6 min 28 s    |
| 8     | Jean Marcarini   | Mercier       | m.t.            |
| 9     | Jo de Roo        | Saint Raphaël | m.t.            |
| 10    | Franco Cribiori  | Gazzola       | m.t.            |